# Tatabánya Mustangs 2021
Questa voce raccoglie le informazioni riguardanti i Tatabánya Mustangs nelle competizioni ufficiali della stagione 2021.

## Maschile

### Divízió II 2021

#### Stagione regolare
| 1º maggio 2021 2ª giornata | Tatabánya Mustangs | 21 – 29 | Budapest Wolves 2 |  |

| 23 maggio 2021 5ª giornata | Kaposvár-Taszár Hornets | 0 – 20 (a tavolino) | Tatabánya Mustangs |  |

| 29 maggio 2021 6ª giornata | Fehérvár Enthroners 2 | 9 – 39 | Tatabánya Mustangs |  |

| 12 giugno 2021 8ª giornata | Tatabánya Mustangs | 35 – 0 | Diósd Saints |  |

| 26 giugno 2021 10ª giornata | Tatabánya Mustangs | 20 – 12 | Pécs Legioners |  |

#### Playoff
| 18 luglio 2021 Semifinale | CFS Guardians | 19 – 20 | Tatabánya Mustangs |  |

| 31 luglio 2021 Duna Bowl | Budapest Wolves 2 | 34 – 14 | Tatabánya Mustangs |  |

### Statistiche di squadra
| Competizione      | %Vittorie | In casa | In casa | In casa | In casa | In casa | In casa | In trasferta | In trasferta | In trasferta | In trasferta | In trasferta | In trasferta | Totale | Totale | Totale | Totale | Totale | Totale |
| Competizione      | %Vittorie | G       | V       | N       | P       | Pf      | Ps      | G            | V            | N            | P            | Pf           | Ps           | G      | V      | N      | P      | Pf     | Ps     |
| ----------------- | --------- | ------- | ------- | ------- | ------- | ------- | ------- | ------------ | ------------ | ------------ | ------------ | ------------ | ------------ | ------ | ------ | ------ | ------ | ------ | ------ |
| Stagione regolare | .800      | 3       | 2       | 0       | 1       | 76      | 41      | 2            | 2            | 0            | 0            | 59           | 9            | 5      | 4      | 0      | 1      | 135    | 50     |
| Playoff           | .500      | 0       | 0       | 0       | 0       | 0       | 0       | 2            | 1            | 0            | 1            | 34           | 53           | 2      | 1      | 0      | 1      | 34     | 53     |
| Totale            | .714      | 3       | 2       | 0       | 1       | 76      | 41      | 4            | 3            | 0            | 1            | 93           | 62           | 7      | 5      | 0      | 2      | 169    | 103    |